# Poya Asbaghi
Poya Asbaghi (persisch پویا اسبقی; * 17. Juli 1985 in Karadsch) ist ein iranischstämmiger schwedischer Fußballtrainer.

## Sportlicher Werdegang
Asbaghi kam mit einer Familie im Alter von einem Jahr nach Schweden, wo er in Uppsala aufwuchs. Beim lokalen Dalkurd FF war er zunächst Trainerassistent in der drittklassigen Division 1, ehe sich die Vereinsführung nach Ende der Spielzeit 2015 trotz erstmaligem Aufstieg in die Superettan mit Aufstiegstrainer Andreas Brännström überwarf und ihn zum Nachfolger bestimmte. Mit dem Neuling verpasste er in der Zweitliga-Spielzeit 2016 als Tabellenvierter die Relegation zur Allsvenskan nur knapp. Kurz nach Beginn der folgenden Spielzeit wurde er auf dem zweiten Tabellenplatz liegend bei bis dato nur einem kassierten Gegentor vom Klub entlassen. Ende Mai 2017 übernahm er den auf dem letzten Tabellenplatz liegenden Ligakonkurrenten Gefle IF, wo er den geschassten Thomas Andersson beerbte. Auf dem zwölften Tabellenplatz schaffte er mit der Mannschaft den direkten Klassenerhalt. Nach Saisonende verpflichtete der Erstligist IFK Göteborg ihn als neuen Cheftrainer, im Sommer 2019 verlängerte er seinen Vertrag vorzeitig. Im Wettbewerb um den schwedischen Landespokal 2019/20 holte er mit der Mannschaft durch einen 2:1-Erfolg über Malmö FF den Titel, als Patrik Karlsson Lagemyr kurz vor Ende der regulären Spielzeit die Malmöer Führung durch Ola Toivonen egalisierte und Alexander Farnerud in der Verlängerung der spielentscheidende Treffer gelang. In der Meisterschaft stand er jedoch mit der Mannschaft im Abstiegskampf, so dass er Anfang September 2020 trotz bis Dezember 2022 laufenden Vertrags vorzeitig gehen musste.
Im November 2020 trat Asbaghi in den Dienst des Svenska Fotbollförbundet und übernahm die schwedische U-21-Auswahlmannschaft. Im Rahmen der Qualifikation zur U-21-Europameisterschaft 2023 führte er sie an die Spitze ihrer Gruppe vor Italien und Irland, ehe er kurz nach der ersten Niederlage im direkten Duell mit Irland am 17. November 2021 den Verband verließ und zum mit elf Niederlagen aus den ersten zwölf Saisonspielen in der EFL Championship gestarteten englischen Klub FC Barnsley wechselte. Zum Ende der Spielzeit 2021/22 stieg er mit dem Klub als Tabellenschlusslicht mit nur sechs Saisonsiegen ab, anschließend kam es zwischen Trainer und Klub zur Trennung.
Asbaghi war ab September 2022 Trainerassistent beim FK Roter Stern Belgrad unter Miloš Milojević, der zuvor kurzzeitig als Trainer von Malmö FF im schwedischen Fußball unterwegs gewesen war. In der UEFA Europa League 2022/23 schied man am Ende der Gruppenphase aus, holte aber am Ende der Spielzeit 2022/23 in der SuperLiga den Titel. Im Sommer 2023 übernahm er das Cheftraineramt beim al-Shamal SC in der Qatar Stars League, im Juli 2024 warb ihn der Ligakonkurrent al-Rayyan SC ab. Nachdem der Vizemeister nach fünf Meisterschaftsspielen bei nur zwei Saisonsiegen auf dem achten Tabellenplatz gelegen war, trennte er sich Ende September des Jahres von Asbaghi.